# Medizin (Lied)
Medizin ist ein Lied der deutschen Sängerin und Songschreiberin Alexa Feser. Es stammt aus ihrem dritten Studioalbum Zwischen den Sekunden und wurde von ihr in Zusammenarbeit mit Steve van Velvet geschrieben. Am 30. September 2016 wurde der Song als erste Single aus dem Album ausgekoppelt. Die Single erschien bei dem Label Warner Music. Das Lied handelt von Fesers Liebe zur Musik.

## Veröffentlichung
Am 30. September 2016 erschien der Song als erste Single aus ihrem dritten Studioalbum Zwischen den Sekunden. Zeitgleich mit der Veröffentlichung der Single konnte man das Album bereits vrobestellen. Die Single erschien als Download sowie als Stream. Eine Akustik-Piano-Version des Songs erschien auf dem Album Zwischen den Sekunden – Am Piano am 3. November 2017.
| Nr. | Titel   | Länge |
| --- | ------- | ----- |
| 1.  | Medizin | 4:23  |

## Musikvideo
Das Musikvideo zu Medizin erschien am 28. Oktober 2016 auf dem Youtubekanal der Plattenfirma Warner Music Germany. Bisher wurde dies über 1,5 Millionen Mal aufgerufen. Regie führten bei dem Musikvideo Patrick Wulf und Nico Koenen, produziert wurde es von Bildreich Hamburg. Es hat eine Länge von vier Minuten und 26 Sekunden.
Im Video sieht man Feser, wie sie unter anderem mit einem Spielmannszug durch einen Wald und einen Tunnel läuft. In mehreren Szenen sitzt sie mit immer anderen Personen auf einer Bank in einer Stadt. Auch kleine Szenen von Feser in der Stadt sind zu sehen.

## Mitwirkende
| Liedproduktion - Alexa Feser – Text, Gesang, Piano - Steve van Velvet – Text - Beatgees – Produktion, Mixing - Filmorchester Babelsberg – Streicher - Peter Hindertür – Streicherarrangements - Ralph Rieker – Bass - Samuel G. Mpungu – Bass - Alexander Höffken – Schlagzeug | Musikvideo - Bildreich Hamburg – Produktion - Patrick Wulf – Regie, DOP - Nico Koenen – Regie, Schnitt - Axel Renner – Licht |